# The Moon & Antarctica
The Moon & Antarctica – trzeci album amerykańskiej grupy indierockowej Modest Mouse. Został wydany w 2000 roku. Był to pierwszy album zespołu wydany dla większej wytwórni – Epic Records. Reedycja ukazała się w 2004 roku i zawierała 4 nowe utwory.

## Recenzje
Płyta otrzymała 82 punkty na 100 możliwych na stronie Metacritic.com. Witryna poświęcona muzyce alternatywnej Pitchfork Media oceniła album bardzo wysoką notą 9.8. Umieściła go też na 3. miejscu wśród płyt z 2000 roku. The Moon & Antarctica znalazło się na 6. miejscu listy najlepszych albumów dekady tej strony, a polski serwis Porcys na pierwszym miejscu podobnej listy.

## Lista utworów
1. „3rd Planet” – 3:59
2. „Gravity Rides Everything” – 4:20
3. „Dark Center of the Universe” – 5:03
4. „Perfect Disguise” – 2:32
5. „Tiny Cities Made of Ashes” – 3:14
6. „A Different City” – 2:55
7. „The Cold Part” – 5:01
8. „Alone Down There” – 2:22
9. „The Stars Are Projectors” – 8:46
10. „Wild Packs of Family Dogs” – 1:45
11. „Paper Thin Walls” – 3:01
12. „I Came as a Rat” – 3:47
13. „Lives” – 3:18
14. „Life Like Weeds” – 6:31
15. „What People Are Made Of” – 2:14

Dodatkowe utwory z Expanded Edition (2004):
1. „3rd Planet” (BBC Radio Edit) 4:00
2. „Perfect Disguise” 2:59
3. „Custom Concern” (Instrumental) 1:59
4. „Tiny Cities Made of Ashes” 3:08

## Personel

### Modest Mouse
- Isaac Brock – gitary, wokale
- Jeremiah Green – perkusja
- Eric Judy – gitara basowa

### Pozostali twórcy
- Ben Blankenship – gitara (1,4), banjo (4), keyboardy (5,11,14), gitara (8,11,15)
- Brian Deck – keyboardy (6)
- Ben Massarella – perkusja (5,7,12,15)
- Greg Ratajczak – gitara (7)
- Jeff Kennedy – gitara (5)
- Tyler Riley – wiolonczela (3,5,7,9,13,14)
- Tim Rutili – dodatkowy wokal (11)
- Chiyoko Yoshida – dodatkowy wokal (13)

## Pozycje na listach przebojów
- Billboard 200: 120[12]